# Törökország az 1964. évi nyári olimpiai játékokon
Törökország a japán Tokióban megrendezett 1964. évi nyári olimpiai játékok egyik részt vevő nemzete volt. Az országot az olimpián 4 sportágban 23 sportoló képviselte, akik összesen 6 érmet szereztek.

## Érmesek
| Érem  | Versenyző     | Sportág  | Versenyszám         |
| ----- | ------------- | -------- | ------------------- |
| Arany | Kazım Ayvaz   | Birkózás | Kötöttfogás, 70 kg  |
| Arany | İsmail Oğan   | Birkózás | Szabadfogás, 78 kg  |
| Ezüst | Hüseyin Akbaş | Birkózás | Szabadfogás, 57 kg  |
| Ezüst | Hasan Güngör  | Birkózás | Szabadfogás, 87 kg  |
| Ezüst | Ahmet Ayık    | Birkózás | Szabadfogás, 97 kg  |
| Bronz | Hamit Kaplan  | Birkózás | Szabadfogás, +97 kg |

## Atlétika
Férfi
| Versenyző         | Versenyszám    | Előfutam         | Előfutam         | Előfutam         | Elődöntő | Elődöntő | Elődöntő | Döntő         | Döntő         |
| Versenyző         | Versenyszám    | Idő              | Hely.            | Össz.            | Idő      | Hely.    | Össz.    | Idő           | Helyezés      |
| ----------------- | -------------- | ---------------- | ---------------- | ---------------- | -------- | -------- | -------- | ------------- | ------------- |
| Muharrem Dalkılıç | 5000 m         | 14:12,0          | 7.               | 24.*             |          |          |          | kiesett       | kiesett       |
| Muharrem Dalkılıç | 10 000 m       |                  |                  |                  |          |          |          | nem ért célba | nem ért célba |
| Muharrem Dalkılıç | 1500 m         | nem állt rajthoz | nem állt rajthoz | nem állt rajthoz | kiesett  | kiesett  | kiesett  | kiesett       | kiesett       |
| Çetin Şahiner     | 110 m gát      | 15,12            | 6.               | 31.              | kiesett  | kiesett  | kiesett  | kiesett       | kiesett       |
| Cahit Önel        | 3000 m akadály | 9:15,6           | 10.              | 27.              |          |          |          | kiesett       | kiesett       |

| Versenyző  | Versenyszám | Selejtező | Selejtező | Döntő    | Döntő    |
| Versenyző  | Versenyszám | Eredmény  | Helyezés  | Eredmény | Helyezés |
| ---------- | ----------- | --------- | --------- | -------- | -------- |
| Aşkın Tuna | Hármasugrás | 15,21 m   | 23.       | kiesett  | kiesett  |

* - egy másik versenyzővel azonos időt ért el

## Birkózás
Kötöttfogású
| Versenyző         | Versenyszám | 1. forduló                              | 2. forduló                                   | 3. forduló                     | 4. forduló                | 5. forduló                  | Döntő                                                                                           | Helyezés    |
| Versenyző         | Versenyszám | Ellenfél Eredmény                       | Ellenfél Eredmény                            | Ellenfél Eredmény              | Ellenfél Eredmény         | Ellenfél Eredmény           | Ellenfél Eredmény                                                                               | Helyezés    |
| ----------------- | ----------- | --------------------------------------- | -------------------------------------------- | ------------------------------ | ------------------------- | --------------------------- | ----------------------------------------------------------------------------------------------- | ----------- |
| Burhan Bozkurt    | 52 kg       | Sin Szangsik (Sin Sang-sik) (KOR) · 2-2 | Ahmad Khoshoi (IRI) · 1-3                    | Maurice Mewis (BEL) · 3-1      | kiesett                   |                             | kiesett                                                                                         | helyezetlen |
| Ünver Beşergil    | 57 kg       | Vlagyimir Trosztyanszkij (URS) · 3-1    | Csang Ihjon (Jang I-Hyeon) (KOR) · kétvállas | Bishambar Singh (IND) · 1-3    | Ion Cernea (ROU) · 3-1    | kiesett                     | kiesett                                                                                         | helyezetlen |
| Müzahir Sille     | 63 kg       | Svend Skrydstrup (DEN) · 2-2            | Roman Rurua (URS) · kétvállas                | kiesett                        | kiesett                   | kiesett                     | kiesett                                                                                         | helyezetlen |
| Kazım Ayvaz       | 70 kg       | Mahmoud Ibrahim (RAU) · 1-3             | David Gvanceladze (URS) · 1-3                | erőnyerő                       | Ivan Ivanov (BUL) · 1-3   | Valeriu Bularcă (ROU) · 2-2 | Hozott eredmény · David Gvanceladze (URS) · 1-3 · Hozott eredmény · Valeriu Bularcă (ROU) · 2-2 |             |
| Mithat Bayrak     | 78 kg       | Bertil Nyström (SWE) · 2-2              | Matti Laakso (FIN) · 1-3                     | Rudolf Vesper (EUA) · 3-1      | kiesett                   | kiesett                     | kiesett                                                                                         | helyezetlen |
| Yavuz Selekman    | 87 kg       | Istvan Raskovy (AUS) · 1-3              | Max Kobelt (SUI) · 1-3                       | Krali Bimbalov (BUL) · 2-2     | Jiří Kormaník (TCH) · 3-1 | kiesett                     | kiesett                                                                                         | helyezetlen |
| Gıyasettin Yılmaz | 97 kg       | Adelmo Bulgarelli (ITA) · 2-2           | Nakaura Akira (JPN) · kétvállas              | Nicolae Martinescu (ROU) · 3-1 | Bojan Radev (BUL) · 3-1   | kiesett                     | kiesett                                                                                         | helyezetlen |
| Hamit Kaplan      | +97 kg      | Petr Kment (TCH) · 3-1                  | Kozma István (HUN) · kizárták                | kiesett                        | kiesett                   | kiesett                     | kiesett                                                                                         | helyezetlen |

Szabadfogású
| Versenyző           | Versenyszám | 1. forduló                                 | 2. forduló                         | 3. forduló                        | 4. forduló                                   | 5. forduló                         | Döntő                                                                                               | Helyezés    |
| Versenyző           | Versenyszám | Ellenfél Eredmény                          | Ellenfél Eredmény                  | Ellenfél Eredmény                 | Ellenfél Eredmény                            | Ellenfél Eredmény                  | Ellenfél Eredmény                                                                                   | Helyezés    |
| ------------------- | ----------- | ------------------------------------------ | ---------------------------------- | --------------------------------- | -------------------------------------------- | ---------------------------------- | --------------------------------------------------------------------------------------------------- | ----------- |
| Cemal Yanılmaz      | 52 kg       | Seán O'Connor (IRL) · kétvállas            | Vincenzo Grassi (ITA) · 1-3        | Josida Josikacu (JPN) · 3-1       | Chimedbazaryn Damdinsharav (MGL) · kétvállas | Said Ali Akbar Heidari (IRI) · 3-1 | kiesett                                                                                             | 4.          |
| Hüseyin Akbaş       | 57 kg       | Mohammad Anwary (AFG) · 1-3                | Mladen Georgiev (BUL) · 2-2        | Abdullah Khodabandeh (IRI) · 1-3  | Varga János (HUN) · kétvállas                | Bishambar Singh (IND) · 1-3        | 2. mérkőzés · Ajdin Ibragimov (URS) · 1-3 · 3. mérkőzés · Uetake Jódzsiró (JPN) · 3-1               |             |
| Hayrullah Şahinkaya | 63 kg       | Bobby Douglas (USA) · 3-1                  | Nodar Hohasvili (URS) · 3-1        | kiesett                           | kiesett                                      | kiesett                            | kiesett                                                                                             | helyezetlen |
| Mahmut Atalay       | 70 kg       | Zarbeg Beriashvili (URS) · 1-3             | Sztéfanosz Joanídisz (GRE) · 1-3   | Muhammed Bashir (PAK) · kétvállas | Carlos Alberto Vario (ARG) · 1-3             | Horiucsi Ivao (JPN) · 3-1          | kiesett                                                                                             | 4.          |
| İsmail Oğan         | 78 kg       | Charles Tribble (USA) · kétvállas          | Madho Singh (IND) · 1-3            | Julio Graffigna (ARG) · 1-3       | Dzsigdzsidijn Mönhbat (MGL) · kétvállas      | Guram Szagaradze (URS) · 2-2       | 2. mérkőzés · Mohammad Ali Szanatkaran (IRI) · 2-2 · Hozott eredmény · Guram Szagaradze (URS) · 2-2 |             |
| Hasan Güngör        | 87 kg       | Kang Duman (Gang Du-man) (KOR) · kétvállas | Alfonso González (PAN) · kétvállas | Sota Lomidze (URS) · 1-3          | Mansour Mahdizadeh (IRI) · 3-1               | Daniel Brand (USA) · 1-3           | 1. mérkőzés · Prodan Gardzsev (BUL) · 2-2 · Hozott eredmény · Daniel Brand (USA) · 1-3              |             |
| Ahmet Ayık          | 97 kg       | Szaid Musztafov (BUL) · 2-2                | Hugh Williams (AUS) · kétvállas    | Alekszandr Medvegy (URS) · 2-2    | Gholamreza Takhti (IRI) · 1-3                | erőnyerő                           | Hozott eredmény · Szaid Musztafov (BUL) · 2-2 · Hozott eredmény · Alekszandr Medvegy (URS) · 2-2    |             |
| Hamit Kaplan        | +97 kg      | Arne Robertsson (SWE) · 1-3                | Wilfried Dietrich (EUA) · 2-2      | Larry Kristoff (USA) · 2-2        | Bohumil Kubát (TCH) · 2-2                    |                                    | 2. mérkőzés · Denis McNamara (GBR) · kétvállas                                                      |             |

## Súlyemelés
| Versenyző     | Versenyszám | Nyomás   | Nyomás   | Szakítás | Szakítás | Lökés    | Lökés    | Összesen | Helyezés |
| Versenyző     | Versenyszám | Eredmény | Helyezés | Eredmény | Helyezés | Eredmény | Helyezés | Összesen | Helyezés |
| ------------- | ----------- | -------- | -------- | -------- | -------- | -------- | -------- | -------- | -------- |
| Sadık Pekünlü | 90 kg       | 140,0    | 9.       | 125,0    | 12.      | 170,0    | 8.       | 435,0    | 11.      |

## Vitorlázás
Nyílt
| Versenyző                   | Versenyszám     | Futam | Futam | Futam | Futam | Futam | Futam | Futam | Pontszám | Helyezés |
| Versenyző                   | Versenyszám     | 1     | 2     | 3     | 4     | 5     | 6     | 7     | Pontszám | Helyezés |
| --------------------------- | --------------- | ----- | ----- | ----- | ----- | ----- | ----- | ----- | -------- | -------- |
| Haluk Kakış                 | Finn dingi      | (188) | 205   | 443   | 277   | 277   | 297   | 364   | 1863     | 25.      |
| Erdogan Arsal Metin Akdurak | Repülő hollandi | 122   | 193   | (101) | 168   | 168   | 122   | 122   | 895      | 20.      |